# 刘滇生
刘滇生（1953年5月—），男，汉族，山西夏县人，中华人民共和国化学家、政治人物，曾任九三学社中央常委、山西省委主委、山西省政协副主席、山西大学副校长，第十一、十二届全国政协委员。

## 生平
2008年，当选第十一届全国政协委员，代表九三学社，分入第十二组。